# SC Preußen 1909 Halberstadt
SC Preußen 1909 Halberstadt was een Duitse voetbalclub uit Halberstadt, Saksen-Anhalt.

## Geschiedenis
De club werd opgericht in 1909 als FC Preußen 1909 Halberstadt na een fusie tussen Kaufmännischer TV Halberstadt en SC 05 Halberstadt. De club speelde in de competitie van Harz en werd in 1911 voor het eerst kampioen. Hierdoor plaatste de club zich voor de Midden-Duitse eindronde en verloor daar met 10:0 van Erfurter SC 95. Ook het volgende seizoen plaatste de club zich voor de eindronde en kreeg nu een 9:1 draai om de oren van Erfurt. Hierna nam FC Germania 1900 Halberstadt de scepter over als sterkste club van de stad. Na de Eerste Wereldoorlog werd de competitie van Harz ondergebracht in de Kreisliga Elbe en werd daar de tweede klasse. Enkel Germania Halberstadt slaagde erin om in de hoogste klasse te spelen. Na 1923 werd de Kreisliga afgevoerd en werd de competitie als Gauliga Harz weer opgewaardeerd tot eerste klasse. Het seizoen 1923/24 werd niet beëindigd. Preußen stond aan de leiding, maar het was Germania dat één punt minder had en twee wedstrijden minder gespeeld had, dat naar de eindronde mocht. Germania won ook alle verdere kampioenschappen tot 1933. In 1925 wijzigde de club de naam in SC Preußen.
In 1933 werd de competitie geherstructureerd. De Midden-Duitse bond werd ontbonden en de vele competities werden vervangen door de Gauliga Mitte en Gauliga Sachsen. De clubs uit Harz werden te licht bevonden voor de Gauliga Mitte en voor de Bezirksklasse Magdeburg-Anhalt plaatsten zich slechts twee clubs waardoor de club in de Kreisklasse Harz moest gaan spelen. De club slaagde er niet meer in te promoveren. Na de Tweede Wereldoorlog werden alle Duitse voetbalclubs ontbonden. Preußen werd niet meer heropgericht.

## Erelijst
Kampioen Harz
1911, 1912, 1913, 1924